# レッツ - ドローゼンドルフ線
レッツ - ドローゼンドルフ線（ドイツ語: Lokalbahn Retz–Drosendorf）は、ニーダーエスターライヒ旅客鉄道の鉄道線の名称である。路線番号は941。

## 運行形態
全て各駅停車。夏季の土曜・休日のみ、一日2往復が運行される。12月24日にも一日1往復が運行し、この列車はヘッセンドルフを通過する。
2021年以前は、一日3往復の運行であった。2022年より、金曜日および12月24日の列車の運行を開始した。2024年度より、金曜日の運行が取りやめられ、土曜・休日も一日2往復に減便となった。

## 駅一覧
以下では、ニーダーエスターライヒ旅客鉄道941号線の駅と営業キロ、停車列車、接続路線などを一覧表で示す。なお、全て各駅停車である。
| 路線名 | 駅名                                     | 駅間営業キロ | 累計営業キロ | 接続路線 | 所在地                   | 所在地       |
| ------ | ---------------------------------------- | ------------ | ------------ | -------- | ------------------------ | ------------ |
| 941    | レッツ駅                                 | -            | 0.0          | 903号線  | ニーダーエスターライヒ州 | ホラブルン郡 |
| 941    | ホーファーン駅                           | 8.2          | 8.2          |          | ニーダーエスターライヒ州 | ホラブルン郡 |
| 941    | ニーダー・フラドニッツ駅                 | 1.8          | 10.0         |          | ニーダーエスターライヒ州 | ホラブルン郡 |
| 941    | プライシンク・ヴァシュバッハ駅           | 4.4          | 14.4         |          | ニーダーエスターライヒ州 | ホラブルン郡 |
| 941    | ヴァイタースフェルト駅                   | 3.5          | 17.9         |          | ニーダーエスターライヒ州 | ホーン郡     |
| 941    | ヘッセンドルフ・アングラーパラディース駅 | 5.8          | 23.7         |          | ニーダーエスターライヒ州 | ホーン郡     |
| 941    | ランガウ駅                               | 2.8          | 26.5         |          | ニーダーエスターライヒ州 | ホーン郡     |
| 941    | ゲーラス・コッタウン駅                   | 4.8          | 31.3         |          | ニーダーエスターライヒ州 | ホーン郡     |
| 941    | ツィッサースドルフ駅                     | 3.9          | 35.2         |          | ニーダーエスターライヒ州 | ホーン郡     |
| 941    | ドローゼンドルフ駅                       | 4.6          | 39.8         |          | ニーダーエスターライヒ州 | ホーン郡     |